# Momotus subrufescens
El momoto rojizo (Momotus subrufescens), también denominado momoto gritón (en Panamá), barranquero o barranquillo ventrirrufo (en Colombia), Pedrote o relojero (en Ecuador) , pájaro león garganticanela (en Venezuela) o relojero gritón (en Perú), es una especie de ave coraciforme perteneciente al género Momotus de la familia Momotidae. Es nativo del extremo este de América Central y noroeste de América del Sur.

## Distribución y hábitat
Se distribuye de forma fragmentada desde el centro  de Panamá, norte, noroeste y centro de Colombia y noroeste de Venezuela; y oeste de Ecuador y noroeste de Perú, a occidente de los Andes.
Habita en una variedad de ambientes boscosos, incluyendo selvas húmedas de baja altitud, bosques caducifolios, bordes de bosques y crecimientos secundarios.

## Sistemática

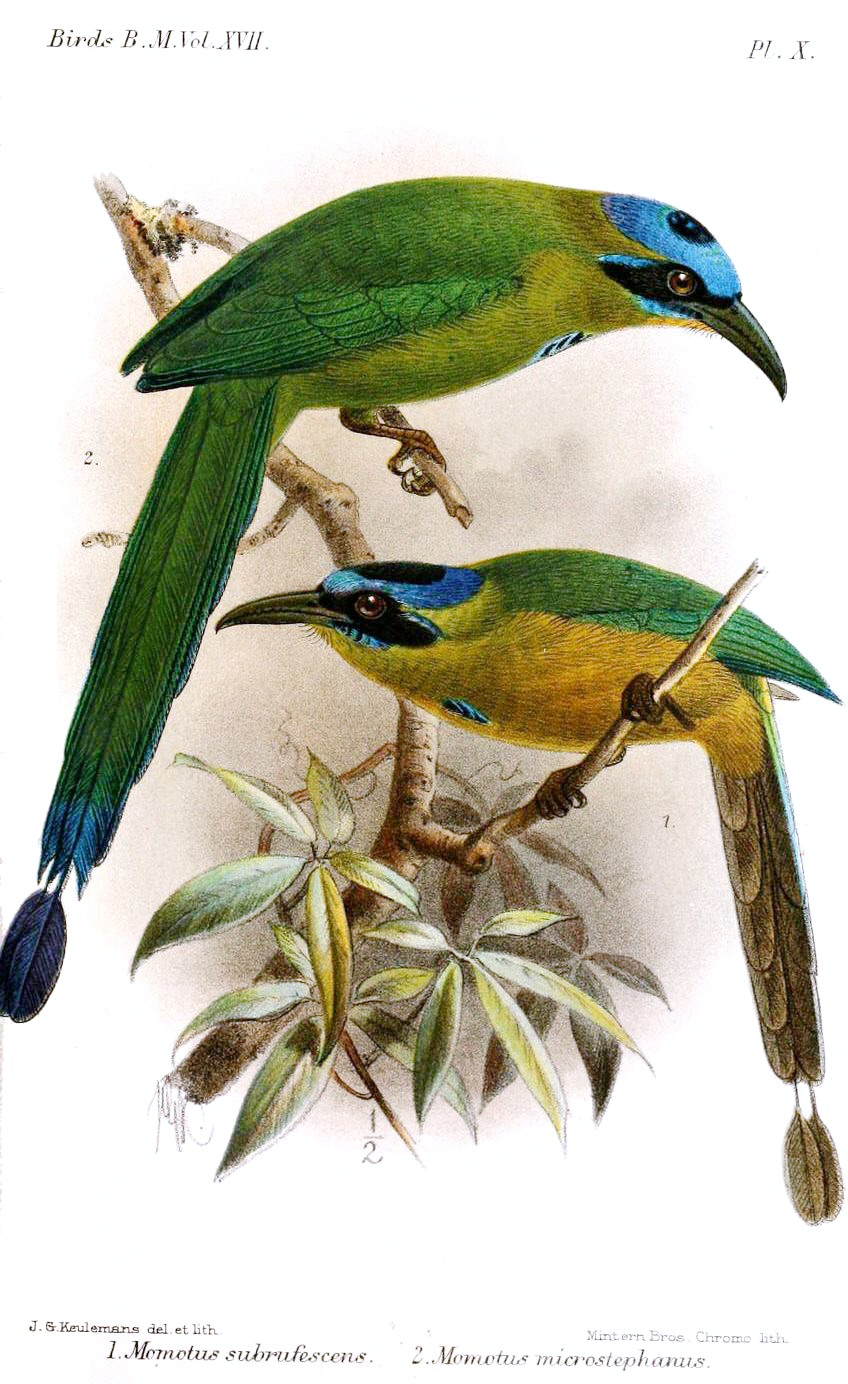
Momotus subrufescens (abajo), ilustración de Keulemans para Catalogue of the birds in the British Museum, 1886.

### Descripción original
La especie M. subrufescens fue descrita por primera vez por el zoólogo británico Philip Lutley Sclater en 1853 bajo el mismo nombre científico; localidad tipo «Colombia».

### Etimología
El nombre genérico masculino «Momotus» deriva de la palabra azteca «momot» utilizada para designar a estas aves por Nieremberg 1635, Willughby 1676, y Ray 1713, y «motmot» por Hernández 1651; y el nombre de la especie «subrufescens», proviene del latín «sub»: por debajo  y «rufescens»: rojizo; significando «rojizo por debajo».

### Taxonomía
La presente especie, junto a Momotus coeruliceps, M. lessonii y M. bahamensis fueron hasta recientemente consideradas como subespecies del entonces complejo Momotus momota. El estudio de Stiles (2009), que examinó un total de 512 especímenes, y con base en los patrones de plumaje, biométricas y vocalizaciones, suplementado por informaciones de distribución geográfica y ecología, justificó su reconocimiento como especies separadas. La separación fue aprobada en la Propuesta N° 412 al Comité de Clasificación de Sudamérica (SACC).

### Subespecies
Según la clasificación Clements Checklist v.2017, se reconocen siete subespecies, con su correspondiente distribución geográfica:
- Momotus subrufescens reconditus Nelson, 1912 – este de Panamá hasta el norte de Colombia (valle de Atrato).
- Momotus subrufescens conexus Thayer & Bangs, 1906 – Zona del Canal de Panamá hasta el norte de Colombia (bajo río Cauca).
- Momotus subrufescens subrufescens P.L. Sclater, 1853 – costa caribeña del norte de Colombia (al sur hasta el Valle del Magdalena) hacia el este hasta el norte de Venezuela (Aragua).
- Momotus subrufescens spatha Wetmore, 1946 – Península Guajira (Serranía de Macuira), en el norte de Colombia.
- Momotus subrufescens osgoodi Cory, 1913 – noroeste de Venezuela (centro de Zulia hasta el noroeste de Táchira y oeste de Mérida) y adyacente Colombia (hasta Norte de Santander).
- Momotus subrufescens olivaresi Hernández & Romero, 1978 – centro norte de Colombia (Santander, Boyacá).
- Momotus subrufescens argenticinctus Sharpe, 1892 – oeste de Ecuador y noroeste de Perú a occidente de los Andes.

La clasificación del Congreso Ornitológico Internacional (IOC) incluye las subespecies reconditus, conexus y olivaresi como sinónimos de la nominal.